# Bagger 1452

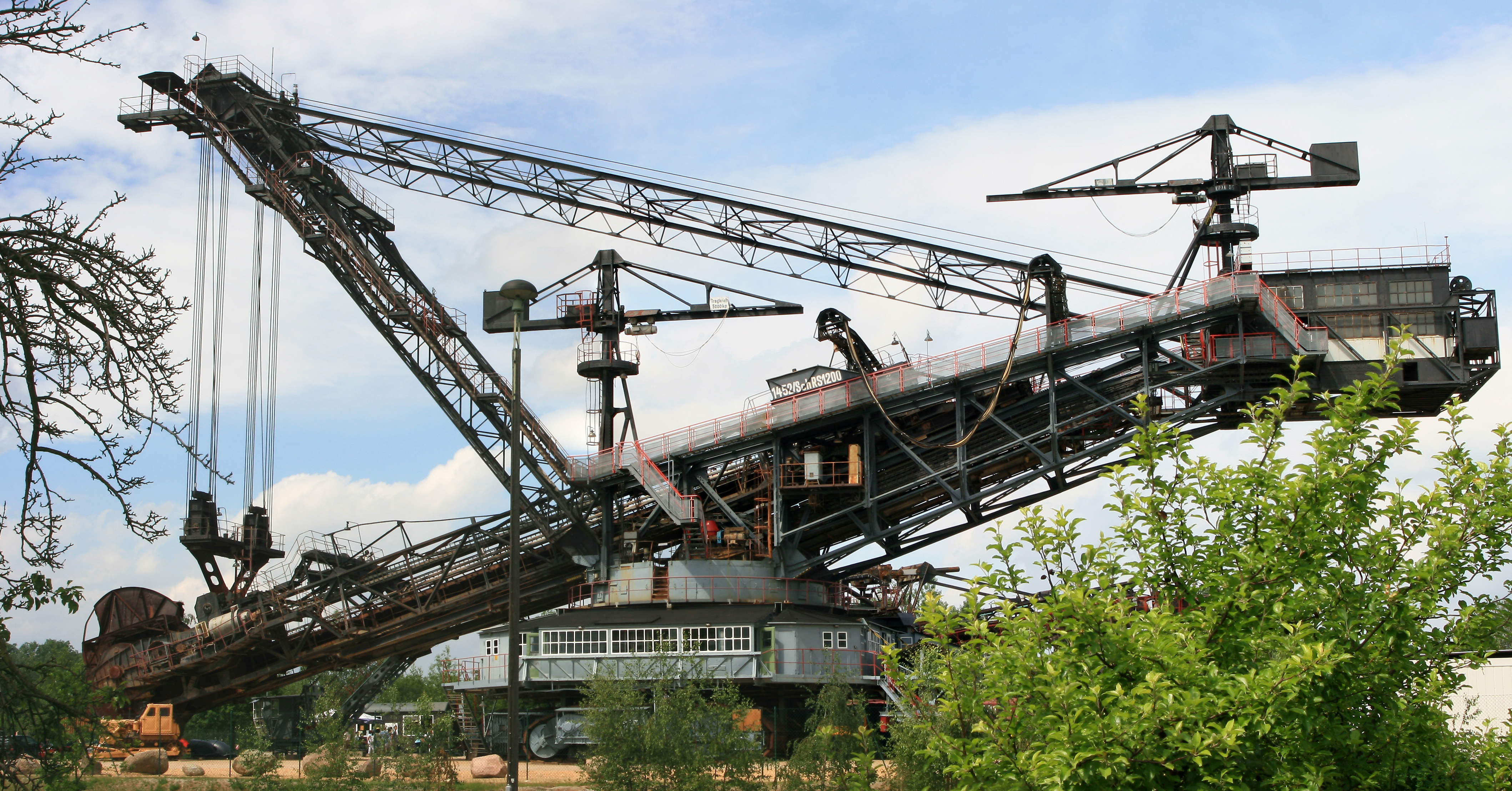
Gesamtansicht Bagger 1452 (Schaufelrad verdeckt links unten)

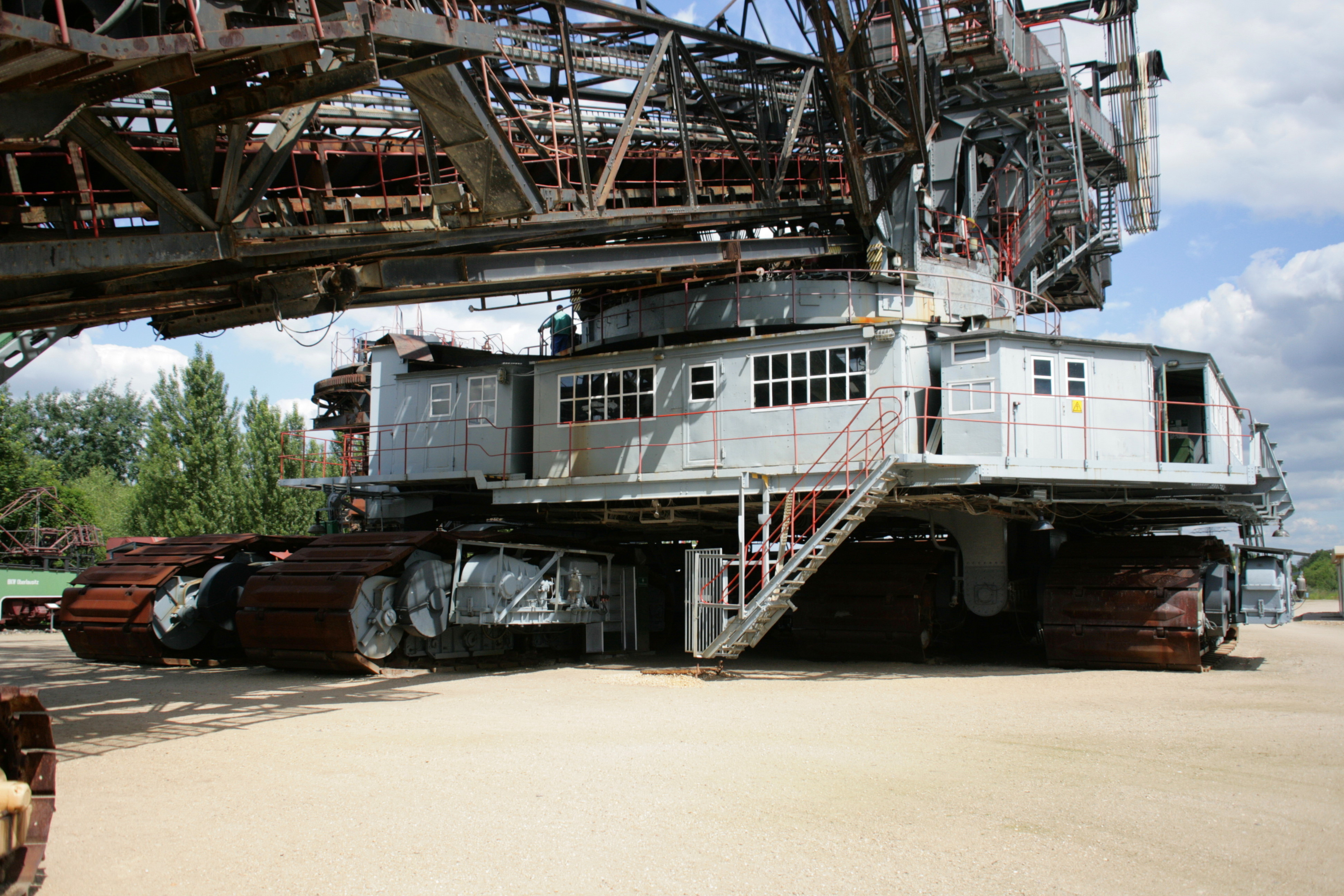
Blick auf das Raupenfahrwerk

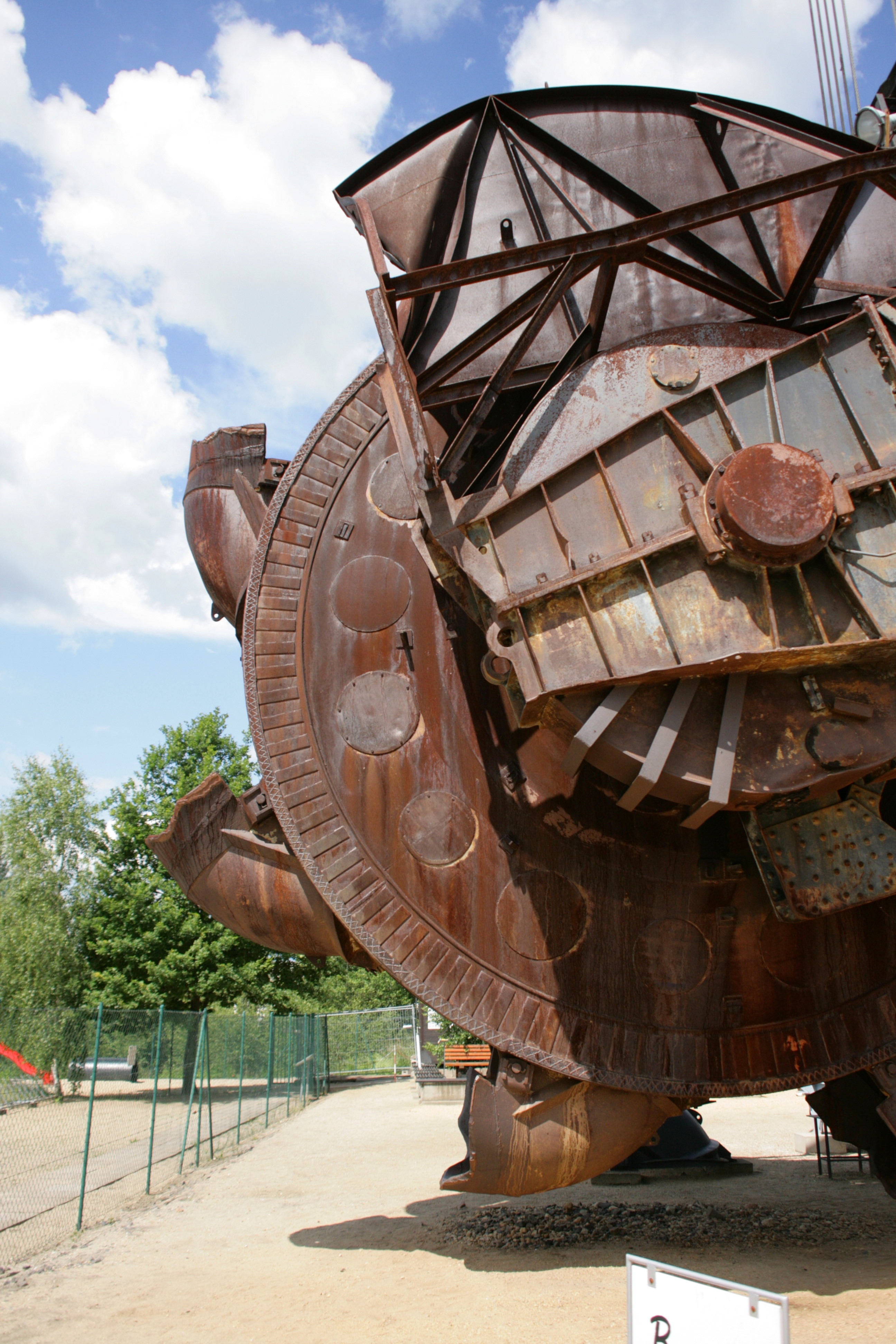
Seitenansicht Schaufelrad

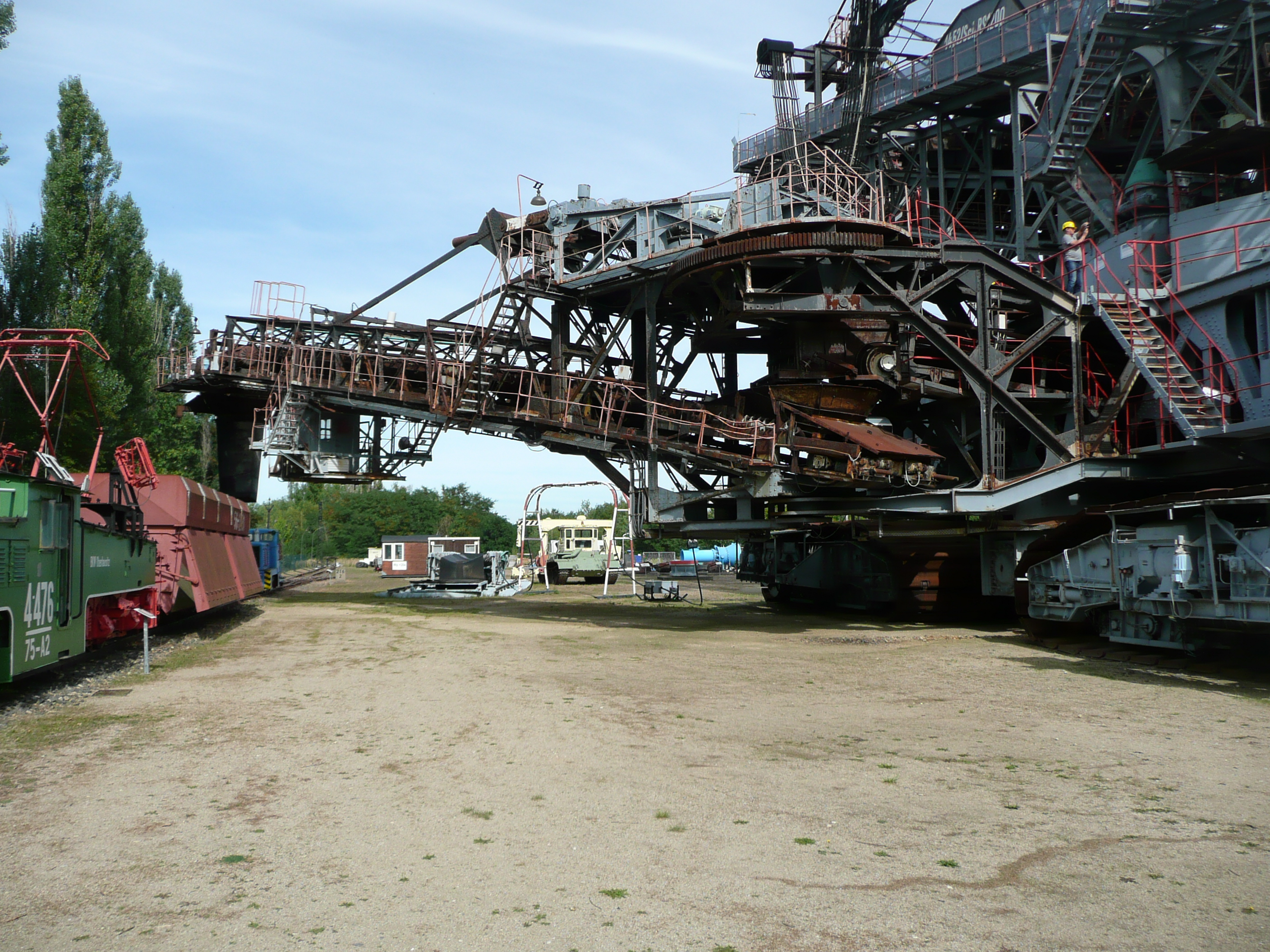
Blick auf das Auflaufwerk neben dem Raupenfahrwerk

Der Bagger 1452 mit der Typenbezeichnung SRs 1200 ist ein Schaufelradbagger, der 1961 vom VEB Schwermaschinenbau Lauchhammerwerk für die Braunkohleförderung hergestellt wurde und bis 2001 im Einsatz war.
Nach der Außerdienststellung verblieb der Schaufelradbagger im ehemaligen Tagebau Berzdorf bei Görlitz (heute Berzdorfer See) und wird seither vom Verein Bergbaulicher Zeitzeugen Berzdorf – Oberlausitz museal erhalten. Aufgrund seiner orts- und technikgeschichtlichen Bedeutung wurde er zudem in die amtliche Kulturdenkmalliste des Freistaates Sachsen aufgenommen.

## Geschichte
Im Jahre 1961 wurde der Schaufelradbagger im Tagebau Phönix südlich von Leipzig aufgebaut und bis zu dessen Schließung im Jahre 1968 zur Förderung verwendet. 1970 erfolgte dann die Zerlegung in Einzelteile und der Transport in den Tagebau Berzdorf. Dort förderte er Braunkohle bis zur Einstellung des Tagebaus im Jahre 1997. Bis 2001 wurde der Schaufelradbagger dann zur Rekultivierung eingesetzt. Ursprünglich war geplant, den Bagger nach der Außerbetriebnahme zu verschrotten. Der Verein bergbaulicher Zeitzeugen Berzdorf – Oberlausitz setzte sich jedoch für den Erhalt des Baggers ein und machte ihn für Besucher zugänglich.

## Technische Daten
Der Schaufelradbagger war im Betrieb mit mindestens 3 Mann besetzt, hatte eine installierte Leistung von 1650 kW und wurde mit einem 6-kV-Stromkabel versorgt.
Insgesamt ist der Schaufelradbagger 33,5 Meter hoch, 75 Meter lang und einschließlich Verladeausleger 47,85 Meter breit. Der Radausleger und der Verladeausleger messen jeweils 29 Meter in der Länge und der Vorschub erstreckt sich auf 12 Meter.
Das 6-teilige Raupenfahrwerk mit einer Spurbreite von 12 Metern und einer maximalen Fahrgeschwindigkeit von 6 Metern pro Minute trägt die Gesamtmasse von 1940 Tonnen und ist 23 Meter breit sowie 25 Meter lang. Es erzeugt einen Bodendruck von 1,3 Kilogramm pro Quadratzentimeter. Für das Wenden benötigt der Bagger einen Radius von 50 Metern.
Mit 8 Schaufeln à 1,2 Kubikmeter und 52 Schüttungen pro Minute (sog. Schüttungszahl) erreicht der Bagger eine theoretische Abbauleistung von 3744 Kubikmeter pro Stunde. Der Schaufelraddurchmesser beträgt 8,6 Meter und die Schnittgeschwindigkeit 2,84 Meter pro Sekunde.
Die Konstruktion des Radauslegers ermöglicht eine Abtragungshöhe von bis zu 24 Meter und eine Abtragungstiefe von bis zu 4 Meter sowie eine Blockbreite von 30 Meter. Der Radausleger kann mit einer Geschwindigkeit von 6 Meter pro Minute um 120 Grad in beiden Richtungen verschwenkt werden.
Mit einer Bandgeschwindigkeit von 3,3 Meter pro Sekunde gelangt das abgebaute Material auf dem 1,88 Meter breiten Förderband zum Verladeausleger. Dieser kann in beiden Richtungen um 75 Grad verschwenkt werden.

## Unterstützung durch die Altstadtstiftung Görlitz
Zwischen 2002 und 2008 wurde die Einrichtung des technischen Denkmals Bagger 1452 durch Mittel aus der Altstadtmillion unterstützt, so wurde 2002 der Transport des Baggers aus dem Tagebau und 2006 der Korrosionsschutz finanziert. Außerdem wurde ein weiterer Bagger saniert und die touristische Infrastruktur verbessert.

## Anmerkung und Einzelnachweise
1. ↑  Schaufelradbagger Raupenfahrwerk schwenkbar mit 1200 Liter Schaufelinhalt
2. ↑  Liste der Kulturdenkmale in Hagenwerder beim Landesamt für Denkmalpflege Sachsen, Denkmalnummer 09284941
3. 1 2  Gigant wacht über sein früheres Revier. Artikel in der Lausitzer Rundschau, erschienen am 5. Juli 2011, abgerufen am 3. Januar 2019.
4. ↑  Daten des Schaufelradbaggers (Memento vom 1. April 2016 im Internet Archive)
5. ↑   siehe Görlitzer Sammlungen für Geschichte und Kultur, Kulturhistorisches Museum Görlitz (Hrsg.): Das Wunder der Görlitzer Altstadtmillion, Bonn: Monumente Publikationen 2017, ISBN 978-3-86795-129-6, Seite 294, Förderung für die Adresse "Berzdorfer Str. 102, sieben einzelne Maßnahmen

Koordinaten: 51° 4′ 3,3″ N, 14° 57′ 28,4″ O